# Majomut, Chamula
Majomut är en ort i Mexiko.   Den ligger i kommunen Chamula och delstaten Chiapas, i den sydöstra delen av landet, 700 km öster om huvudstaden Mexico City. Majomut ligger 2 105 meter över havet och antalet invånare är 1 450.
Terrängen runt Majomut är huvudsakligen kuperad, men österut är den bergig. Terrängen runt Majomut sluttar norrut. Runt Majomut är det tätbefolkat, med 550 invånare per kvadratkilometer. Närmaste större samhälle är San Cristóbal de las Casas, 13,2 km söder om Majomut. I omgivningarna runt Majomut växer huvudsakligen savannskog.